# Mauran
Mauran település Franciaországban, Haute-Garonne megyében. Lakosainak száma 203 fő (2022. január 1.). Mauran Martres-Tolosane, Montclar-de-Comminges, Palaminy és Roquefort-sur-Garonne községekkel határos.

## Népesség
A település népességének változása:
| Lakosok száma | 124  | 117  | 130  | 159  | 193  | 220  | 233  | 214  | 205  | 203  |
|               | 1968 | 1982 | 1990 | 2006 | 2013 | 2015 | 2017 | 2019 | 2020 | 2022 |